# رابرت لاسن
رابرت لاسن (۴ اکتبر ۱۸۹۲ – مارس ۲۷، ۱۹۵۷) (به انگلیسی Robert Lawson) یک نویسنده و تصویرگر آمریکایی کتاب‌های کودکان بود. از نمونه آثار وی که هم نویسندگی و هم تصویرگریِ کتاب بر عهده وی بود می‌توان به کتابهای "آنها قوی و خوب بودند (۱۹۴۱)" و "خرگوش تپه (۱۹۴۵)" اشاره کرد.